# Naesicopea abyssorum
Naesicopea abyssorum är en kräftdjursart som först beskrevs av Frank Evers Beddard 1886.  Naesicopea abyssorum ingår i släktet Naesicopea och familjen klotkräftor. Inga underarter finns listade i Catalogue of Life.